# آکادمی اسپایر
آکادمی اسپایر (عربی: أکادیمیة أسبایر) یک آکادمی ورزشی است که در شهر دوحه واقع شده‌است.
این آکادمی در سال ۲۰۰۴ با هدف گسترش و ارتقای سطح ورزش در شهر دوحه تأسیس شد و در حال حاضر یکی از مجهزترین کمپ‌های ورزشی جهان است. این آکادمی نقش مهمی در قهرمانی تیم ملی قطر در جام ملت های آسیا در سال ۲۰۱۹ ایفا کرد زیرا بسیاری از بازیکنان ترکیب این تیم از استعدادهای کشف شده در اسپایر بودند. در این آکادمی بازیکنانی همچون اکرم عفیف  پرورش یافتند